# Irán en los Juegos Olímpicos de Sapporo 1972
Irán estuvo representado en los Juegos Olímpicos de Sapporo 1972 por cuatro deportistas masculinos que compitieron en esquí alpino.
El portador de la bandera en la ceremonia de apertura fue el esquiador alpino Ovanes Meguerdonian. El equipo olímpico iraní no obtuvo ninguna medalla en estos Juegos.